# Municipio de Pachalum
Municipio de Pachalum är en kommun i Guatemala.   Den ligger i departementet Departamento del Quiché, i den centrala delen av landet, 30 km norr om huvudstaden Guatemala City.